# Rohonyi Zoltán
Rohonyi Zoltán (Kolozsvár, 1943. május 31. – 2013. március 1.) irodalomtörténész, tanulmányíró, esszéista, vívó. Rohonyi Vilmos fia.

## Életpályája
Középiskolai és egyetemi tanulmányait szülővárosában végezte, magyar nyelv- és irodalomtanári oklevelet a Babeș-Bolyai Egyetemen szerzett (1966). A nagydobai általános iskola tanára (1966-68), majd a kolozsvári egyetemen tanársegéd, 1973-ban adjunktusi kinevezést kap és doktori címet szerez. 1989-ben Magyarországra költözött; 1990-től a pécsi Janus Pannonius Egyetem tanára, 1997-től tanszékvezető volt.
Az első írásait a Korunk és a Nyelv és Irodalomtudományi Közlemények közölte (1967). Személyi hangvételű esszéivel az Utunkban jelentkezett. Egyetemi pályafutása alatt öt évig irodalomtörténeti szemináriumot vezetett, 1972-től tartja előadásait, melyek tárgya a szöveg- és irodalomelmélet, a régi magyar irodalom és a magyar felvilágosodás irodalmának története. Főleg a romantikába való átmenet megragadása és erdélyi képviselőinek munkássága foglalkoztatja. Módszertani elveinek újszerűségét kiemelve, Antal Árpád szerint célja az irodalom belső folyamatainak megragadása, szemben az addig uralkodó, az irodalom mozgását külső feltételekből levezető szemlélettel. A tisztán stilisztikai alapú feltevéseket szerep- és csoportlélektani elemzésekkel szociológiai és történeti anyagra építi.
Számos klasszikus munkát rendezett sajtó alá s látott el bevezető tanulmánnyal, így Berzsenyi Dániel (1970, 1976), Hermányi Dienes József (1970), Fazekas Mihály (1973), Arany János (1978, 1987), Kazinczy Ferenc (1978), Gárdonyi Géza (1979) válogatott írásait a Tanulók Könyvtára, a Téka, a Magyar Klasszikusok sorozatok keretében. E tanulmányait 1996-ban Budapesten megjelent kötetében adta ki egybegyűjtve.

## Művei
- A magyar romantika kezdetei (1975)
- Kölcsey Ferenc életműve (kismonográfia, Kolozsvár, 1975)
- „Úgy állj meg itt, pusztán!” Közelítés XIX. századi irodalmunkhoz (Esszék, tanulmányok. Budapest, 1996)
- A romantikus korszakküszöb. A posztkantiánus episztémé: a felbomló neoklasszikus kánon és a kora romantika alakzatai a magyar irodalomban; Janus–Osiris, Pécs–Bp., 2001 (Janus/Osiris könyvtár Irodalomtudomány)
- Irodalmi kánon és kanonizáció; vál., szerk., előszó Rohonyi Zoltán, ford. Beck András et al.; Osiris–Láthatatlan Kollégium, Bp., 2001 (Szemeszter)
- Per activam resistentiam. Kiadatlan elméleti előadások, 1974–1975, 1977, irodalomtörténeti tanulmányok, 2002–2010; Ráció, Bp., 2014
- Előzetes kérdések. Rohonyi Zoltán emlékkönyv; szerk. Milbacher Róbert; Kronosz, Pécs, 2014